# Потов Врх
Потов Врх (словен. Potov Vrh) је насељено место у општини Ново Место, регија Југоисточна Словенија, Словенија.

## Историја
До територијалне реорганизације у Словенији био је у саставу старе општине Ново Место.

## Становништво
У попису становништва из 2011. године, Потов Врх је имао 171 становника.
| Број становника према пописима | Број становника према пописима | Број становника према пописима |
| ------------------------------ | ------------------------------ | ------------------------------ |
| 1991                           | 2002                           | 2011                           |
| 208                            | 157                            | 171                            |

Напомена: Године 1984. смањен за део насеља који је са издвојеним деловима из насеља Села при Ратежу и Смолења вас спојен у ново самостално насеље Петелињек. Године 1992. смањена за део насеља који је са издвојеним деловима из насеља Велике Бруснице и Велики Слатник спојен у ново самостално насеље Криже. Године 1999. умањено за део насеља који је припојен насељу Ратеж.